# La bagnante di Valpinçon
La bagnante di Valpinçon (La Baigneuse Valpinçon), noto anche come La grande bagnante (Grande Baigneuse), è un dipinto di Jean-Auguste-Dominique Ingres (146 cm × 97,5 cm), probabilmente fra i più noti del pittore, realizzato nel 1808.

## Storia e descrizione
Originalmente intitolata Femme assise, l'opera ricevette ottimi giudizi dalla critica d'arte nel 1808 per la delicatezza cromatica. Ebbe fra i suoi acquirenti Pascal Simon Gérard e, a partire dal 1822, Leonard Valpinçon (da cui il nome). Dopo essere appartenuto alla collezione Pereire, il dipinto venne acquistato nel 1879 dal museo del Louvre dov'è tutt'oggi situato.
Riferendosi al dipinto, Robert Rosenblum dichiarò:
Il dipinto, uno dei primissimi nudi di schiena dell'artista, raffigura un soggetto femminile seduto su un letto e voltato di schiena. L'intero lato sinistro della stanza in cui essa si trova è occupato da una tenda che suddivide verticalmente l'immagine in due parti. I colori caldi della pelle della donna fanno contrasto con lo sfondo pressoché grigio.
La modella, che esprime riservatezza e sensualità, presenta un complesso impianto costruttivo, come dimostrato, ad esempio, dall'arco generato dal collo e dalla spalla destra.
Fra le fonti di ispirazione del dipinto vi sono la pittura di Raffaello, dalla quale Ingres riprese, come del resto in molte altre sue opere, l'ideale di "eterno femminino" e il Nudo femminile di schiena, realizzato un anno prima. Si pensa che anche il dipinto seicentesco Le coucher à l'italienne di Jacob van Loo abbia influenzato la tela, dato che Ingres ne possedeva un'incisione. La stessa modella venne ripresa in altri dipinti del pittore quali Il bagno turco (1862) e La piccola bagnante (1828).. Nel '900 l'artista dadaista Man Ray si rifà all'opera, rivisitandola nella realizzazione fotografica Il violino d'Ingres.